# My number one (BZN)
My number one is een nummer van de Volendamse band BZN uit 1993.
Het was de eerste single van het album Sweet Dreams. Het nummer stond acht weken in de Nederlandse Top 40 en behaalde daarin de dertiende plaats. Dat was ook de positie die in de Mega Top 50 werd bereikt.